# Digital Enhanced Cordless Telecommunications

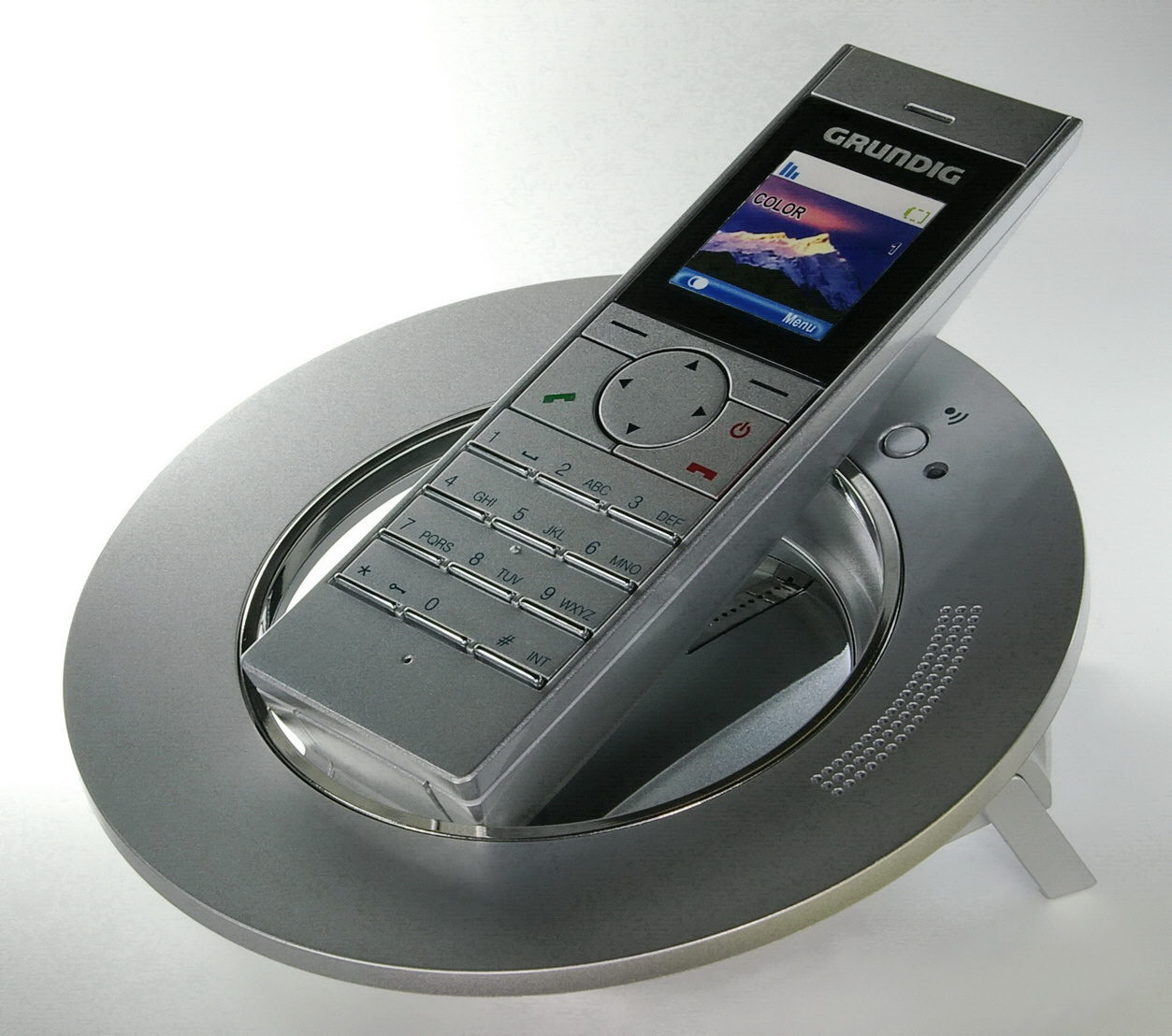
DECT-Mobilteil auf Basisstation mit Ladeschale

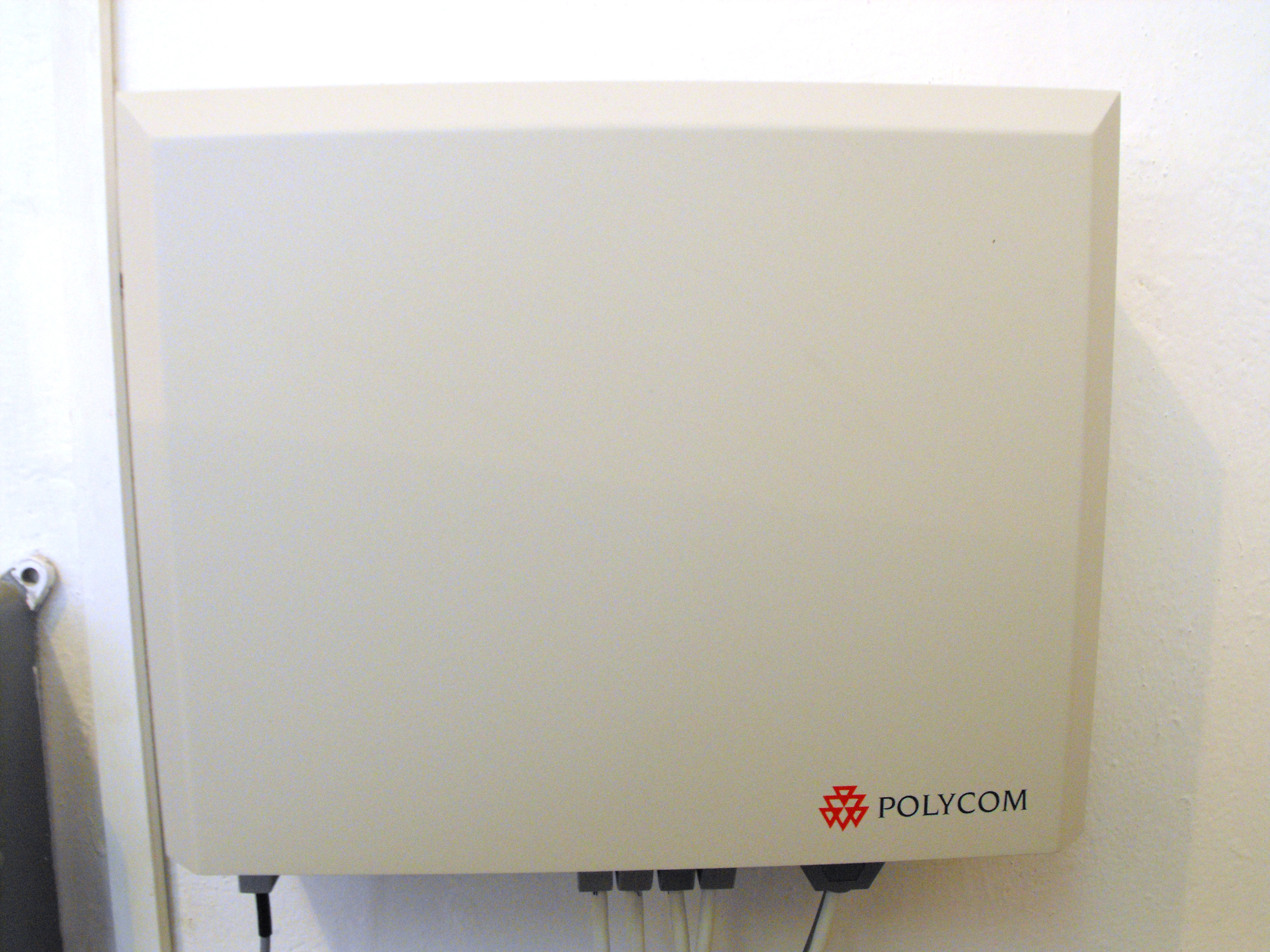
DECT-Controller zur Koordination mehrerer Basisstationen

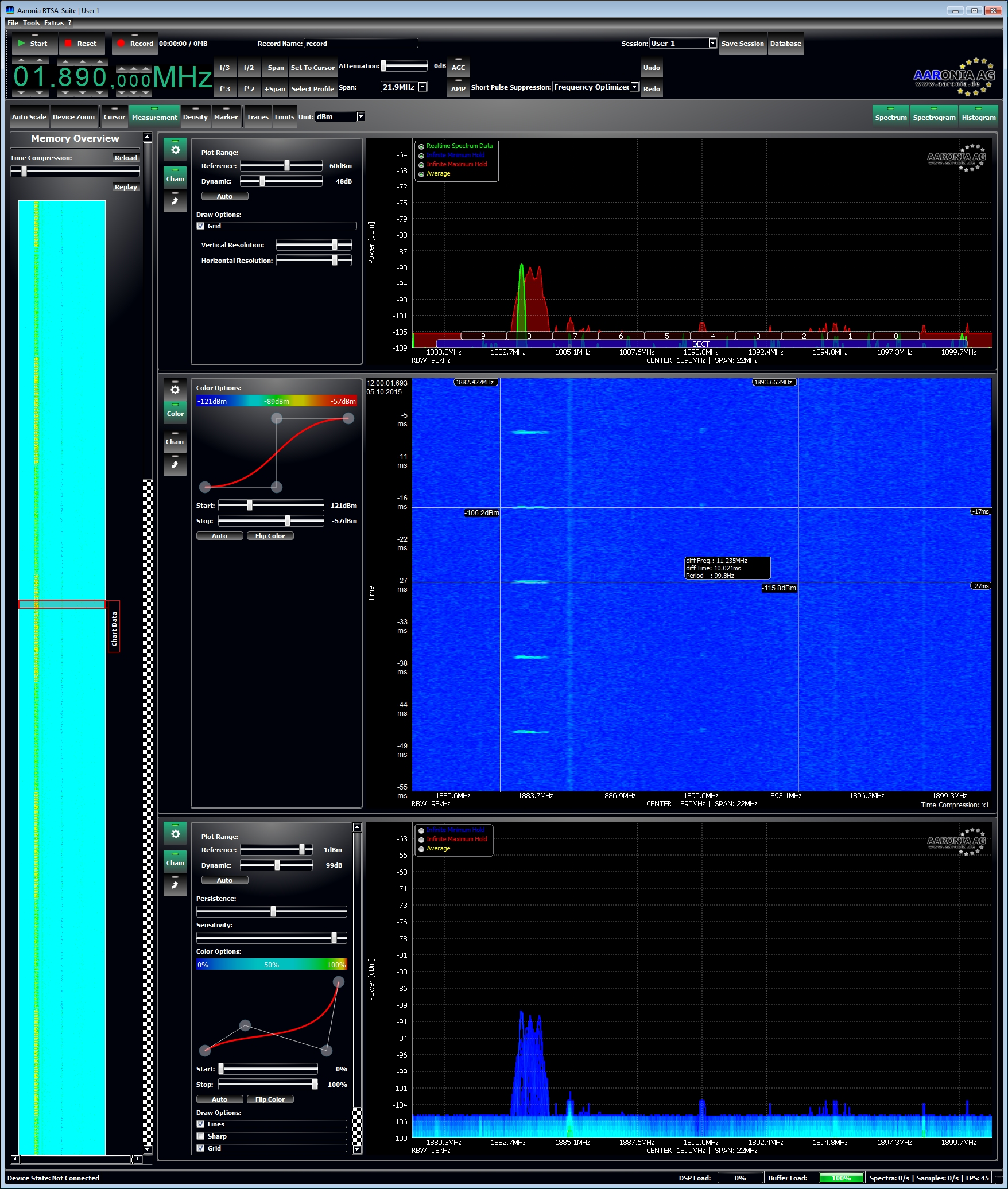
Pulsmessung eines DECT-Signals (100 Hz bzw. 10 ms) auf Kanal 8

Digital Enhanced Cordless Telecommunications (DECT, ursprünglich Digital European Cordless Telephony) ist ein internationaler Standard für Telekommunikation mittels Funktechnik, besonders für Schnurlostelefone. DECT ist eine Marke vom European Telecommunications Standards Institute (ETSI) mit umfangreichen Spezifikationen.

## Geschichte
DECT wurde im Jahr 1992 vorgestellt und 1993 eingeführt – ein Jahr nach der (ebenfalls digitalen) Alternative CT2. Die Initiative dazu ging im Jahr 1985 von der Conférence Européenne des Administrations des Postes et des Télécommunications (CEPT) aus, während in Großbritannien mit CT2 und in Schweden mit CT3 erste Digitaltechnik für Schnurlostelefone entwickelt wurde. Im Herbst 1987 ließ das CEPT sich Prototypen vorführen, entschied sich im Januar 1988 aber für ein eigenes Konzept und übergab das Vorhaben an das neu gegründete ETSI, wo die Spezifikation bis Mitte des Jahres 1991 ausgearbeitet und im März 1992 nach Anhörung der Öffentlichkeit verabschiedet wurde. Schon im Winter 1989/1990 beschloss die CEPT, europaweit das Frequenzband von 1880 bis 1900 MHz für DECT vorzusehen. Im Juni 1991 wies der Rat der Europäischen Union alle Mitgliedsstaaten an, spätestens ab Neujahr 1992 dieses Frequenzband für DECT zu schützen, um bis zum Jahresende 1992 die Einführung von DECT zu gewährleisten. Im Sommer 1994 folgte die Empfehlung der CEPT, europaweit keine Lizenz für den Betrieb von DECT in diesem Frequenzband zu verlangen. In anderen Regionen wurden andere Frequenzbänder für DECT gewählt, die teilweise eine Lizenz erfordern. In Deutschland erlosch zum Jahr 2009 die Betriebserlaubnis anderer Schnurlostelefone, weil deren Frequenzbänder anderweitig vergeben wurden. Die
Bundesnetzagentur hat die Allgemeinzuteilung für DECT bis 31. Dezember 2035 verlängert.

## Einsatzgebiete
DECT arbeitet grundsätzlich verbindungsorientiert über eine zuvor ausgewählte Basisstation. DECT ist primär für sogenannte picozellulare Telefonie innerhalb von Gebäuden ausgelegt, in denen eine Reichweite bzw. ein Zellradius von 30 bis 50 Metern erreicht werden kann; im Freien sind Übertragungsstrecken von 300 Metern möglich. Die maximal erlaubte Ausgangsleistung beträgt 250 mW.
Im Gegensatz zu Mobilfunksystemen ist DECT eine reine Zugangstechnologie mit jeweils wenigen Teilnehmern (1 bis 6) über eine gemeinsame Basisstation an einem geeigneten Basisnetzwerk. DECT beschreibt nicht das Netz selbst. Die Anbindung erfolgt mit einem Gateway, das üblicherweise als Basisstation bezeichnet wird. Zumeist erfolgt die Wandlung in das öffentliche Telefonnetz. Neuere Technologien wie IP-Telefonie sind ebenfalls am Markt verfügbar. Jedoch gibt es auch Endgeräte, bei denen kein Gateway in einem Netzwerk existiert, wie etwa Babyfone.
DECT benutzt unterhalb 2,45 GHz andere Frequenzbereiche als WLAN, Bluetooth etc. und stört daher bei ausreichender Störfestigkeit diese Netzwerke nicht. Zur Sprachübertragung kommt der G.726-Codec zum Einsatz, der hier eine Bitrate von 32 kbit/s nutzt. Er berücksichtigt die niedrigen Datenraten und die begrenzte Rechenleistung mobiler Endgeräte, die bei der Standardisierung von DECT zur Verfügung standen.

### Mobilitätseigenschaften
DECT unterstützt kurzzeitige Mobilität mit spezifizierter Qualität und guter Verständlichkeit. Der Wechsel der Basisstation innerhalb eines mehrzelligen Funknetzes erfolgt durch Weiterleiten an eine andere Zelle (automatisches Handover) und langfristige Mobilität wird durch Einbuchen in ein fremdes Netz (automatisches Roaming) erreicht. Ersatzweise erfolgt manuelles Einbuchen an einer anderen Basisstation oder in einem anderen Basisnetzwerk. Diese Mobilitätseigenschaften sind nicht vollständig standardisiert und erfordern typbedingt entsprechende Vorkehrungen in den Endgeräten oder manuelle Einstellungen.
Bei Verzicht auf Mobilität kann in Verbindung mit einer Richtantenne oder bei eingeschränkter Mobilität im Nahbereich mit Repeatern eine Strecke von mehreren Kilometern überbrückt werden.

### Datenübertragungseigenschaften
Die Eigenschaften zur Datenübertragung unterscheiden sich bei DECT-Endgeräten je nach Gerätetyp und Gerätefamilie in Anlehnung an Standards der ITU oder der IETF.

## Funkübertragung und Frequenzen
Die Übertragung basiert auf einem Time-Division-Duplex- sowie Time-Division-Multiple-Access- und Frequency-Division-Multiple-Access-Verfahren und arbeitet in Europa im Frequenzbereich von 1880 MHz bis 1900 MHz, in dem 10 Kanäle mit je 1728 kHz Bandbreite definiert sind. ETSI spezifiziert aber auch Erweiterungsbänder in den Bereichen 1900–1980 MHz, 2010–2025 MHz und 2400–2480 MHz.
DECT verwendet einen Rahmen von 10 ms Dauer, der in 24 Zeitschlitze aufgeteilt ist. Jeder Zeitschlitz kann sowohl im Uplink als auch im Downlink verwendet werden. Durch Koppelung von Zeitschlitzen sind auch asymmetrische Übertragungsraten bis zum Verhältnis 23:1 möglich.
In diesem Zeitschlitz von 416,7 µs Dauer wird ein Burst gesendet, der üblicherweise 368 µs dauert und 424 Bits enthält.
Daraus ergibt sich eine Bitdauer von 868 ns und eine Bitfrequenz von 1,152 MHz.
Als Modulation wird Gaussian Frequency Shift Keying (GFSK) verwendet. Eine binäre Eins wird durch eine Frequenzerhöhung von 288 kHz, eine binäre Null durch eine Frequenzverringerung von 288 kHz übertragen. Bei stabilen Funkverbindungen kann auch eine 4-level- oder 8-level-Modulation verwendet werden, wodurch bei jedem Schritt 2 bzw. 3 Bit übertragen werden.
Die 424 Bits eines Bursts werden in folgende Felder aufgeteilt:
- 32 Bits Synchronisation (S-Feld)
- 388 Bits Daten (D-Feld), davon
  - 64 Bits Headerfeld (A-Feld)
  - 320 Bits Nutzdaten (B-Feld)
  - 4 Bits zur Bestimmung der Kanalqualität (X-Feld)
- 4 Bits zur Bestimmung der Kanalqualität (Z-Feld)

Die sich daraus ergebende Standarddatenrate bei den Nutzdaten beträgt 32 kbit/s, die in beide Richtungen zur Verfügung steht.
Außer dem normalen Basic Burst zu 424 Bit in 368,1 μs gibt es noch drei weitere:
- Short Burst mit 96 Bit in 83,3 μs zu Beginn eines Zeitschlitzes. Dieser Burst kann zum Beispiel verwendet werden, wenn die Basisstation kein Gespräch überträgt, aber dennoch ihre Kennung ausstrahlen muss.
- Low Capacity Burst mit 184 Bit in 159,7 μs. Dieser Burst belegt nur die Hälfte eines Zeitschlitzes, so dass zwei Bursts innerhalb eines Zeitschlitzes gesendet werden können. Das B-Feld für die Nutzdaten verkleinert sich dabei aber überproportional von 320 auf 80 Bit, so dass sich die Datenrate auf ein Viertel verkleinert.
- High Capacity Burst mit 904 Bit in 784,7 μs. Dieser Burst belegt zwei Zeitschlitze und beginnt immer in einem geradzahligen Zeitschlitz. Das B-Feld vergrößert sich auf 800 Bit, so dass sich die Netto-Datenrate um den Faktor 2,5 vergrößert.

Die Wahl von Sendefrequenz und Zeitschlitz erfolgt bei DECT immer durch das Mobilgerät.
DECT leistet dynamische Kanalauswahl und -zuweisung. Zu diesem Zweck führen alle DECT-Geräte eine RSSI-Liste (Received Signal Strength Indication). In regelmäßigen Intervallen (mindestens alle 30 Sekunden) werden alle Idle-Kanäle gescannt und in die Liste eingetragen. Wird ein neuer Kanal benötigt, wählt das Mobilgerät oder die Basisstation den Kanal mit den wenigsten Interferenzen anhand der RSSI-Liste.

## Gesundheitliche Aspekte

### Elektromagnetische Umweltverträglichkeit
Die elektromagnetische Umweltverträglichkeit beschreibt die Immissionen elektromagnetischer Felder (EMF) auf die Umwelt, insbesondere den Menschen. Die maximale Sendeleistung von Basisstation und Mobilteil beträgt jeweils 250 Milliwatt (mW). Für einen reibungslosen Betrieb sendet eine herkömmliche DECT-Basisstation auch außerhalb der Gesprächszeit dauerhaft Impulse, um den Mobilgeräten die Synchronisation zu ermöglichen. Dafür können Short Bursts verwendet werden, die nur ein Viertel der Dauer der normalen Bursts haben, so dass sich die mittlere Sendeleistung entsprechend verringert.
Bisher wurden andere Wirkungen außer der geringen Erwärmung (thermische Wirkung) durch nichtionisierende Strahlung, wie es auch die Frequenzen von DECT ausmachen, in zahlreichen Untersuchungen entweder nicht untersucht oder nicht festgestellt. Dennoch wurde vom Bundesamt für Strahlenschutz (BfS) in einer Pressemitteilung vom 31. Januar 2006 folgende Empfehlung veröffentlicht:

„Das Bundesamt für Strahlenschutz (BfS) empfiehlt generell, die persönliche Exposition zu minimieren, um mögliche aber bisher nicht erkannte gesundheitliche Risiken gering zu halten.“

Das BfS empfiehlt bei der Anschaffung von DECT-Geräten darauf zu achten, dass
- die Basisstation nicht im Standby sendet,
- der Nutzer die Reichweite auf das notwendige Maß begrenzen und damit die Strahlungsleistung reduzieren kann,
- die tatsächliche Strahlungsleistung sich automatisch dem Bedarf anpasst.

Weiterhin werden für herkömmliche DECT-Telefone, die diese Funktionen nicht unterstützen, folgende Maßnahmen empfohlen:
- Stellen Sie die Basisstation an einem funktechnisch günstigen Ort auf, an dem sich Personen nicht ständig aufhalten, zum Beispiel im Flur
- Nutzen Sie Freisprecheinrichtungen
- Führen Sie kurze Telefonate

### ECO-DECT
Der Begriff ECO-DECT ist herstellerübergreifend nicht einheitlich definiert. Je nach Hersteller und Gerätegeneration können eine oder mehrere der folgenden Funktionen gemeint sein
- Netzteile mit besonders hohem Wirkungsgrad
- Entfernungsabhängige Regelung der Sendeleistung des Mobilteils und/oder der Basisstation
- Bedarfsgerechtes Aufbauen der Funkverbindung
- Sonstige Funktionen zum Reduzieren von Stromverbrauch oder Funk-Sendeleistung

Unter dem Aspekt einer vorsorglichen Reduzierung der Strahlungsaussetzung forderte das Bundesamt für Strahlenschutz im Januar 2006 die Hersteller auf, dass die Basisstationen im Stand-by-Betrieb automatisch abgeschaltet und die Telefone mit einer bedarfsgerechten Regelung der Sendeleistung ausgestattet werden. Strahlungsarme DECT-Telefone („Low Radiation“) reduzieren die Sendeleistung des Mobilteils, wenn es sich in ausreichender Nähe zur Feststation befindet, und das besonders kritisierte Dauersenden der Basisstation bei auf die Feststation aufgelegtem Mobilteil ist beendet. Dafür darf allerdings nur ein einziges Handgerät an dieser Basisstation angemeldet sein. Für diese Funktionalitäten findet der Begriff ECO-DECT immer weitere Verbreitung.
Inzwischen sind auch Geräte mit einem „Full Eco Mode“ auf dem Markt, die nur dann senden, wenn telefoniert wird bzw. das Telefon klingelt. Einige Hersteller bezeichnen diesen Modus auch als „Eco Mode Plus“. Das Mobilteil befindet sich im Normalzustand in einem reinen Empfangsmodus, erst wenn ein Anruf eingeht, baut die Basisstation eine Funkverbindung auf. Das führt dazu, dass ein bis zwei Klingelsignale verstreichen, ohne dass das Mobilteil mitklingelt. Weiterer Nachteil: Der Nutzer kann das Mobilteil aus dem Sendebereich der Basisstation tragen, ohne zu bemerken, dass keine Funkverbindung mehr möglich ist. Außerdem verringern sich bei vielen Geräten im „Eco-Modus“ die Standby-Akkulaufzeiten erheblich.

## DECT ULE (Ultra Low Energy)
Im Januar 2011 wurde auf der DECT World in Barcelona erstmals eine energiesparende Variante des DECT-Funk (DECT ULE – Ultra Low Energy) in einem Weißbuch von Sitel Semiconductors (heute Dialog) vorgestellt. Im selben Jahr wurden vom DECT-Forum in Bern die ersten Interoperabilitätstests angekündigt und im Februar 2013 eine eigene Dachorganisation, die ULE-Alliance, gegründet.
Der Strombedarf des DECT-ULE-Standards liegt trotz voller Sendeleistung bei 250 mW im Mikroampere-Bereich und eignet sich daher besonders für batteriebetriebene Produkte. Für den Einsatz von DECT ULE ist in der Regel keine neue DECT-Basis notwendig. Mittlerweile gibt es verschiedene kommerzielle Produkte im Bereich Sicherheit und Hausautomation, die den neuen DECT-ULE-Funk nutzen. Dazu gehören Produkte wie fernbedienbare („intelligente“) Steckdosen, Bewegungs- und Rauchmelder oder Türsprechstellen.
Im Dezember 2013 wurde bekannt, dass die ULE Alliance und die ETSI ein Abkommen zu gemeinsamen Entwicklung und Vermarktung des DECT ULE Standards abgeschlossen haben.
Im Oktober 2021 wurde bekannt, dass die ITU DECT-2020 NR in die Familie der 5G-Standards aufgenommen hat. DECT-2020 setzt den mit DECT ULE begonnenen Weg der Einbindung von Sensoren und Aktoren weiter fort, indem es IoT Internet der Dinge unterstützt.

## Sicherheit
Unbefugte Benutzung und unbefugtes Mithören werden bei DECT, wie bei anderen Mobilfunksystemen auch, durch drei Methoden erschwert, von denen zwei obligatorisch sind:
1. Anmelden: Der mobile Teilnehmer meldet der Basisstation seine Empfangsbereitschaft.
2. Ausweisen: Bei jedem Rufaufbau muss sich das Mobilgerät bei der Basisstation durch Verwendung eines geheimen Schlüssels ausweisen.

Daneben gibt es eine dritte optionale Methode der DECT-Spezifikation, die Verschlüsselung. Sie ist in vielen Geräten entweder nicht implementiert oder standardmäßig ausgeschaltet. Die Nutzdaten (Sprache oder Daten) werden während der Funkverbindung kodiert und auf der Gegenseite dekodiert, wobei ein Schlüssel verwendet wird, der beiden Gegenstellen bekannt ist, aber selbst nicht über Funk übertragen wird. Der verwendete Verschlüsselungsstandard nennt sich DECT Standard Cipher. Abhörsicherheit ist auch bei korrekt implementierter Verschlüsselung nicht gewährleistet.

### Sicherheitsrisiko mit und ohne Verschlüsselung
Laut Presseberichten können per DECT geführte Gespräche mit wenig Aufwand abgehört werden. So ist es beispielsweise mit einer eigentlich für VoIP vorgesehenen PC-Karte, der Com-On-Air-Karte, möglich, ein über DECT geführtes Gespräch abzuhören. Dazu ist eine spezielle Software unter Linux nötig, die von Mitgliedern des Chaos Computer Club und Wissenschaftlern der TU Darmstadt entwickelt wurde. Die abgehörten Gespräche werden auf dem Rechner gespeichert und können dann vom Angreifer digital weiterverarbeitet werden. Kritisiert wird vor allem auch, dass auf der Verpackung des Geräts nicht erkennbar ist, ob das Telefon eine Verschlüsselung implementiert hat oder nicht.
Das deutsche Bundesamt für Sicherheit in der Informationstechnik bemängelt die Stärke des DECT-Verschlüsselungs-Algorithmus, sie genüge „bei weitem nicht den heutigen Ansprüchen an eine sichere Verschlüsselung“. Es habe sich gezeigt, dass die standardkonforme und korrekt implementierte Verschlüsselung mit lediglich 64 Bit – bei der Leistungsfähigkeit moderner Rechner – in immer kürzerer Zeit gebrochen werden könne. Zudem bemängeln Kritiker die Design-Schwäche von DECT. So könne ein Angreifer die Basisstation, auch ohne den Schlüssel zu kennen, zum Senden von Daten veranlassen, um diese dann zur Entschlüsselung zu analysieren, abgehörte Telefonate seien dazu also gar nicht nötig. Das BSI empfiehlt daher, DECT-Telefone nur dort zu nutzen, „wo Telefonate mit sensiblen Inhalten ausgeschlossen werden können und die Nutzung eines schnurgebundenen Festnetztelefons einen unverhältnismäßig großen Aufwand erfordern würde.“ Das gelte sowohl für verschlüsselnde als auch für nichtverschlüsselnde Geräte.

### DSAA(1)-Verschlüsselung mit 64 Bit
Selbst die einfache Verschlüsselung mit 64 Bit wird von vielen Geräten nicht unterstützt oder ist standardmäßig ausgeschaltet. Technische Informationen sind bei einigen Herstellern nur auf Nachfrage erhältlich (z. B. per E-Mail bei AVM), bei den meisten Herstellern gar nicht. Gigaset hat als erster Hersteller eine Liste von Geräten veröffentlicht, die Sprachverschlüsselung werksseitig integrieren. Da die Liste 2010 erschien, ist (Stand Juni 2014) davon auszugehen, dass die meisten der genannten Modelle, die schon einige Jahre am Markt erhältlich waren, grundsätzlich nicht mit AES (128 Bit), sondern lediglich mit 64 Bit verschlüsseln. Sie sind allerdings mit Basisstationen anderer Hersteller kompatibel, da die 64-Bit-Verschlüsselung Bestandteil des GAP-Profils ist. Außer AVM und Gigaset ist Verschlüsselung auch in Geräten von Panasonic (in Modellen seit 2010) und Swissvoice verfügbar, bei allen getesteten preiswerten Modellen, sowie bei Audioline und Hagenuk war keine Verschlüsselung nachweisbar. Auf Verpackungskartons ist praktisch nie ein Hinweis auf die verfügbare Verschlüsselung enthalten. Der Hinweis eines Testportals, notfalls den Händler zu fragen, scheitert meist daran, dass auch den Händlern keine Informationen zur Verschlüsselung vorliegen.

### AES-Verschlüsselung mit 128 Bit und höher
Im August 2013 gab das Europäische Institut für Telekommunikationsstandards (ETSI) unter dem Titel „ETSI EN 300 175-1 V2.5.1“ eine Neubeschreibung des Common-Interface-Moduls (CI) bekannt. Die Sicherheitsfunktionen wurden bereits im April 2012 kommuniziert, allerdings weitgehend unter Ausschluss der öffentlichen Wahrnehmung. Implementiert wurde mit AES ein symmetrisches Verschlüsselungsverfahren, das derzeit (Stand: Februar 2016) als sicher gilt. Verwendet wird im Standard Cipher #2 (DSC2) die niedrigste von AES unterstützte Schlüssellänge von 128 Bit. Implementiert wurde AES unabhängig von CAT-iq als DSAA2, eine Weiterentwicklung der 64-Bit-Verschlüsselung DSAA (1) und hat mit Version 2.4.1 Eingang in den Standard gefunden.
Ein Problem für den Konsumenten ist derzeit noch die fehlende Implementierung durch die Hersteller in das GAP-Profil (vgl. Abschnitt unten). Die modellübergreifende Kompatibilität beschränkt sich allenfalls auf die alte DSAA(1)-Verschlüsselung mit 64 Bit. 2007 ist ein erstes Modell von Gigaset erschienen (SL965), die Kompatibilität der 128-Bit-Verschlüsselung ist aber nicht modellübergreifend. Zwischen verschiedenen Modellen wird kein Rückfall auf 64-Bit-Verschlüsselung ausgehandelt, sondern das Gerät sendet unverschlüsselt und ist als Twin-Set für rund 3000 Euro verhältnismäßig teuer. Offizielle Informationen der meisten Hersteller zur 128-Bit-Verschlüsselung fehlen bislang.
Inzwischen (Stand: 2019) gibt es Hinweise, dass sich trotz fehlender gesellschaftlicher Sensibilisierung und oft fehlender Produktinformationen zumindest AES mit 128 Bit als Standard für sensible Anwendungsbereiche entwickelt. Einzelne Modelle sind seit etwa 2016 erhältlich und adressieren Zielgruppen im Gesundheitsbereich. Erhältlich sind zudem einzelne Geräte, die in der „DECT-Sicherheitsklasse C“ Sprachverbindungen mit AES-256 Bit verschlüsseln (bei einer Authentifizierung mit 128 Bit). Im Massenmarkt, der Endverbraucher adressiert, fehlt es weiterhin an spezifischen Informationen zur Verschlüsselung.

## Systembedingte Störstrahlung
DECT-Telefone und DECT-Basisstationen können den Empfang bestimmter Kanäle des Satellitenfernsehens stören, wenn die Verkabelung vom LNB zum Satellitenfernsehempfänger nicht ausreichend abgeschirmt ist, da DECT denselben Frequenzbereich nutzt, der beim Signaltransport bestimmter Transponder zwischen LNB und Receiver verwendet wird. Bei analogem Satellitenempfang, über beispielsweise Astra 19,2° Ost, lag die Zwischenfrequenz 1891 MHz auf der DECT-Frequenz, und die 10 ms langen DECT-Frames konnten Störstreifen im Fernsehbild verursachen. (Die „Taktfrequenz“ von DECT entspricht mit 100 Hz genau dem Doppelten der 50-Hz-Halbbildfrequenz von PAL.) Der Transponder (11.641 MHz horizontal) wird seit der Analogabschaltung nicht mehr benutzt. Bei Digital-Sat-Empfang über Astra wird der BetaDigital-Transponder (12.480 MHz vertikal) mit der Zwischenfrequenz 1880 MHz gestört, weshalb einige der Programme der ProSieben-Sat.1-Gruppe, die diesen Transponder nutzten, seit April 2007 auf einem anderen Transponder abgestrahlt werden. Weiterhin auf diesem Transponder senden aber beispielsweise Sport1 und Tele 5.

## DECT-GAP-Profil
Eine Teilmenge von DECT, DECT-GAP (Generic Access Profile), erlaubt die Kommunikation von DECT-Geräten unterschiedlicher Hersteller untereinander. GAP ist nur eines der von ETSI definierten Profile, die dabei helfen, DECT, das für sich genommen quasi nur das Datenkabel ersetzt, in größere Netze einzubinden. Während es früher Kompatibilitätsprobleme zwischen Geräten verschiedener Hersteller gab, werden mittlerweile kaum noch DECT-Telefone ohne GAP angeboten.
GAP garantiert zwar, dass ein Mobilteil eines Herstellers an der Basisstation eines anderen Herstellers funktioniert, das erstreckt sich jedoch nur auf reine Telefonie, nicht auf Komfortfunktionen wie beispielsweise das Abhören des Anrufbeantworters oder das Blättern im Telefonbuch. Zudem muss dafür auch das Mobilgerät zuerst an der Basisstation angemeldet werden. Da sich die Anmeldeprozeduren der verschiedenen Hersteller oft unterscheiden, können dabei Schwierigkeiten auftreten.

## Weitere Profile
- Public Access Profile (PAP), Vorgänger von GAP
- Radio in the Local Loop Access Profile (RAP)
- DECT Packet Radio System (DPRS)
- DECT Multimedia Profile (DMAP)
- Multimedia in the Local Loop Access Profile (MRAP)
- Data Service Profiles (DSP)
- ISDN Interworking Profiles (IIPs)
- CTM Access Profiles (CAP)
- DECT/GSM Interworking Profile (GIP)
- DECT/UMTS Interworking Profile (UIP)
- Fernsteuerung von Haustechnik (z. B. Home Control von Gigaset); vergleichbar mit Smart Home, aber begrenzt auf das DECT-Netzwerk
- Cordless Advanced Technology – internet and quality (CAT-iq)